# Seznam prezidentů Libanonu
Toto je seznam prezidentů (a úřadujících prezidentů) Libanonu od vzniku úřadu v roce 1926. Prezident je do značné míry ceremoniální a symbolická funkce. Nicméně, prezident je stále schopen ovlivňovat politické rozhodování a ve spojení s předsedou vlády, má vliv na výběr ministrů ve vládě a na ochranu ústavy. V souladu s ústavou by měl být prezident Libanonu příslušníkem Maronitské katolické církve.

## Velký Libanon (1926–1943)
Seznam prezidentů Velkého Libanonu od roku 1926 do roku 1943 (Francouzský mandát Sýrie a Libanonu)
| Prezident | Prezident                                              | Od                | Do                 | Poznámka (česky) |
| --------- | ------------------------------------------------------ | ----------------- | ------------------ | ---------------- |
|           | Charles Debbas شارل دباس‎ (1885–1935)                   | 1. září 1926      | 2. ledna 1934      |                  |
|           | Privat-Antoine Aubouard أنطوان أوبوار‎                  | 2. ledna 1934     | 30. ledna 1934     |                  |
|           | Habib Pacha Es-Saad حبيب باشا السعد‎ (1867–1942)        | 30. ledna 1934    | 20. ledna 1936     |                  |
|           | Émile Eddé إميل أده‎ (1886–1949)                        | 20. ledna 1936    | 4. dubna 1941      |                  |
|           | Pierre-Georges Arlabosse بيار-جورج أرلابوس‎ (1886–1949) | 4. dubna 1941     | 9. dubna 1941      |                  |
|           | Alfred Georges Naccache ‏ألفرد جورج النقاش‎ (1887–1978)  | 9. dubna 1941     | 18. března 1943    |                  |
|           | Ayoub Tabet ‏أيوب ثابت‎ (1884–1951)                      | 18. března 1943   | 21. července 1943  |                  |
|           | Petro Trad بيترو طراد‎ (1876–1947)                      | 22. července 1943 | 21. září 1943      |                  |
|           | Bechara Khoury بشارة الخوري‎ (1890–1964)                | 21. září 1943     | 11. listopadu 1943 |                  |

## Libanonská republika (od 1943)
Seznam prezidentů Libanonské republiky od roku 1943
| Prezident                                                 | Prezident                                   | Od                 | Do                 | Poznámka (česky)                                                                       |
| --------------------------------------------------------- | ------------------------------------------- | ------------------ | ------------------ | -------------------------------------------------------------------------------------- |
|                                                           | Émile Eddé إميل أده‎ (1886–1949)             | 11. listopadu 1943 | 22. listopadu 1943 |                                                                                        |
|                                                           | Bechara Khoury بشارة الخوري‎ (1890–1964)     | 22. listopadu 1943 | 18. září 1952      |                                                                                        |
|                                                           | Fuad Chehab فؤاد شهاب‎ (1902–1973)           | 18. září 1952      | 22. září 1952      | Fuád Šiháb sloužil jako vrchní velitel Libanonských ozbrojených sil v letech 1945–1958 |
|                                                           | Charles Helou شارل حلو‎ (1913–2001)          | 23. září 1964      | 22. září 1970      |                                                                                        |
|                                                           | Suleiman Frangieh سليمان فرنجية‎ (1910–1992) | 23. září 1970      | 22. září 1976      |                                                                                        |
|                                                           | Elias Sarkis إلياس سركيس‎ (1924–1985)        | 23. září 1976      | 22. září 1982      |                                                                                        |
| Bašír Džamáíl                                             | Bašír Džamáíl بشير الجميل‎ (1947–1982)       | 23. srpna 1982     | 14. září 1982      | Bašír Džamáíl se stal 14. září 1982 obětí atentátu během libanonské občanské války     |
| Amín Džamáíl                                              | Amín Džamáíl أمين الجميل‎ (* 1942)           | 23. září 1982      | 22. září 1988      | bratr Bašíra Džamáíla                                                                  |
|                                                           | Selim Hoss سليم الحص‎ (* 1929)               | 22. září 1988      | 5. listopadu 1989  |                                                                                        |
|                                                           | Michel Aoun ميشال عون‎ (* 1935)              | 22. září 1988      | 23. října 1990     |                                                                                        |
|                                                           | René Moawad رينيه معوض‎ (1925–1989)          | 5. listopadu 1989  | 22. listopadu 1989 | René Moawad se stal obětí atentátu během Libanonské občanské války                     |
|                                                           | Selim Hoss سليم الحص‎ (* 1929)               | 22. listopadu 1989 | 24. listopadu 1989 |                                                                                        |
|                                                           | Elias Hrawi إلياس الهراوي‎ (1926–2006)       | 24. listopadu 1989 | 24. listopadu 1998 |                                                                                        |
|                                                           | Émile Lahoud إميل لحود‎ (* 1936)             | 24. listopadu 1998 | 24. listopadu 2007 | sloužil jako vrchní velitel Libanonských ozbrojených sil v letech 1989–1998            |
|                                                           | Fouad Siniora فؤاد السنيورة‎ (* 1943)        | 24. listopadu 2007 | 25. května 2008    |                                                                                        |
|                                                           | Michel Sulajmán ميشال عون‎ (* 1948)          | 25. května 2008    | 25. května 2014    | sloužil jako vrchní velitel Libanonských ozbrojených sil v letech 1998–2008            |
|                                                           | Tammám Salám تمام صائب سلام‎ (* 1945)        | 25. května 2014    | 31. října 2016     | prozatímní, zástupce Sulajmána nebyl zvolen                                            |
|                                                           | Michel Aoun تمّام سلام‎ (* 1935)              | 31. října 2016     | 31. října 2022     |                                                                                        |
| Mezi 31. říjnem 2022 a 9. lednem 2025 nebyl post obsazen. |                                             |                    |                    |                                                                                        |
|                                                           | Joseph Aoun جوزيف عون‎ (* 1964)              | 9. ledna 2024      | ve funkci          |                                                                                        |